# Antonio Alpi

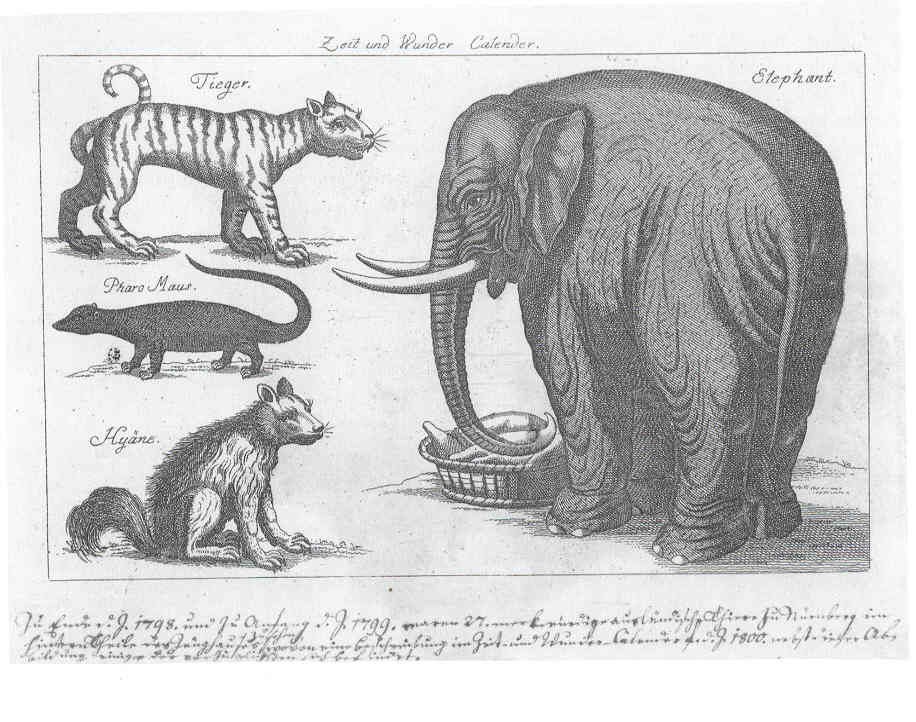
Menagerie des Antonio Alpi, Schmuckblatt 1798/99; Stadtmuseum Nürnberg

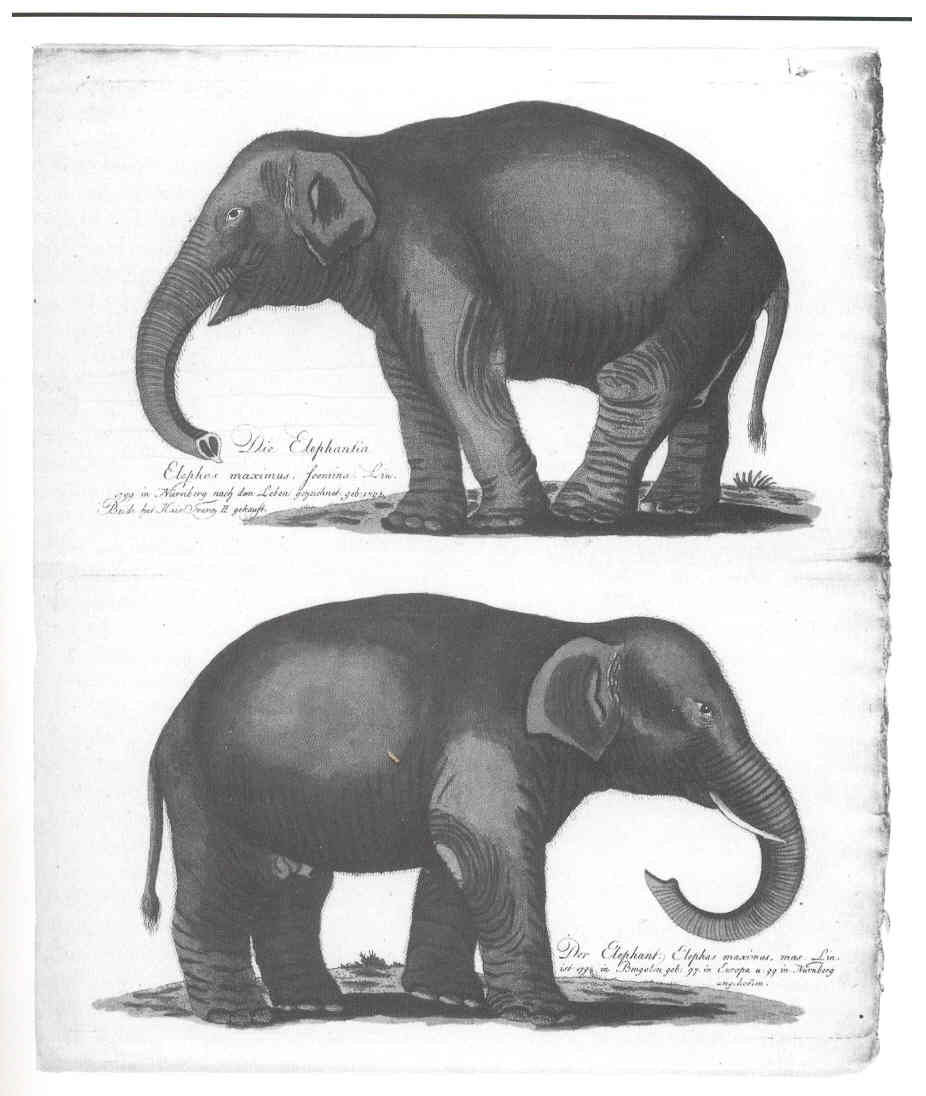
Die beiden Elefanten der Menagerie Alpi, um 1800; Germanisches Nationalmuseum Nürnberg

Antonio Alpi, auch Antonio Albi oder Antonio Alpy (* vor 1784 in Parma; † nach 1816) war ein italienischer Tierschausteller und Besitzer eines indischen Elefantenpärchens, das in Wien Aufsehen erregte.

## Leben
Im Jahr 1784 war Antonio Alpi mit mehreren Rentieren von Lappland nach Frankreich unterwegs, um diese vermutlich in die Tierarzneischule von Alfort bei Paris zu schaffen. Dort war Louis Jean-Marie Daubenton, ehemaliger Mitarbeiter von Georges-Louis Leclerc de Buffon, mit Aufzucht und Haltung in Frankreich nicht heimischer Tierarten befasst. Für die folgenden Jahre ist Alpi in der Veterinärschule als Betreuer der dortigen Menagerie belegt, die 1787 aufgelöst wurde. Einige Jahre später war Alpi gemeinsam mit einem Georg Meyer als Besitzer einer Kuriositätenschau im deutschsprachigen Raum unterwegs.
1798 zeigte er eine Tierschau, die er in London zusammengestellt hatte, zu der auch zwei Elefanten gehörten und die er 1799 an den seit 1765 für die Öffentlichkeit zugänglichen kaiserlichen Tiergarten in Schönbrunn bei Wien verkaufte. Um 1800 zog Alpi mit einer neu erworbenen Tiersammlung durch Nord- und Süddeutschland, durch die Schweiz und Norditalien, wo er sich mit seiner Menagerie 1802 in Turin aufhielt. 1808 verkaufte er seinen Bestand an Louis Bonaparte, König der Niederlande, der sich damit eine Menagerie einrichtete, die Alpi bis 1810 betreute; nach dem Ende der niederländischen Regentschaft Bonapartes 1810 wurde sie aufgelöst. Im Jahr 1814 besaß Alpi ein Panzernashorn, das er aus England nach Rotterdam verfrachtet hatte.
Nach 1816 verliert sich Antonio Alpis Spur; die 1821 in Weimar gastierende Tierschau des Johann Alpi, die von Goethe besucht wurde, könnte seinem Sohn gehört haben.

## Alpis Elefantenpaar
Zu den insgesamt 27 Tieren in Alpis Wandermenagerie gehörten zwei indische Elefanten aus Bengalen, ein Bulle und eine Kuh. Verschiedene Quellen berichten über deren Aufenthalt in Schönbrunn. So wurde das Elefantenpaar bei seiner Ankunft 1799 als zwar kostspielig, aber auch anziehend für zahlende Besucher vermerkt. 1805 wurde berichtet, dass die beiden Dickhäuter an der Musik Wohlgefallen fänden und Wohlgerüche schätzten. Das bisweilen nicht sehr dezente Verhalten der gemeinhin als keusch angesehenen Elefanten wurde von den Wienern besonders aufmerksam zur Kenntnis genommen und verschaffte dem Paar anhaltende Beliebtheit. Der Bulle verendete 1811 im Alter von 18 Jahren nach einer Magenentzündung; er hatte eine große Zahl ihm zugeworfener Kupfermünzen verschlungen. Er verblieb ausgestopft im Zoologischen Museum, sein Skelett kam an die kaiserlich-königliche Tierarzneischule. Die Kuh starb 1845; sie war 53 Jahre alt geworden.